# Список шедевров устного и нематериального культурного наследия человечества

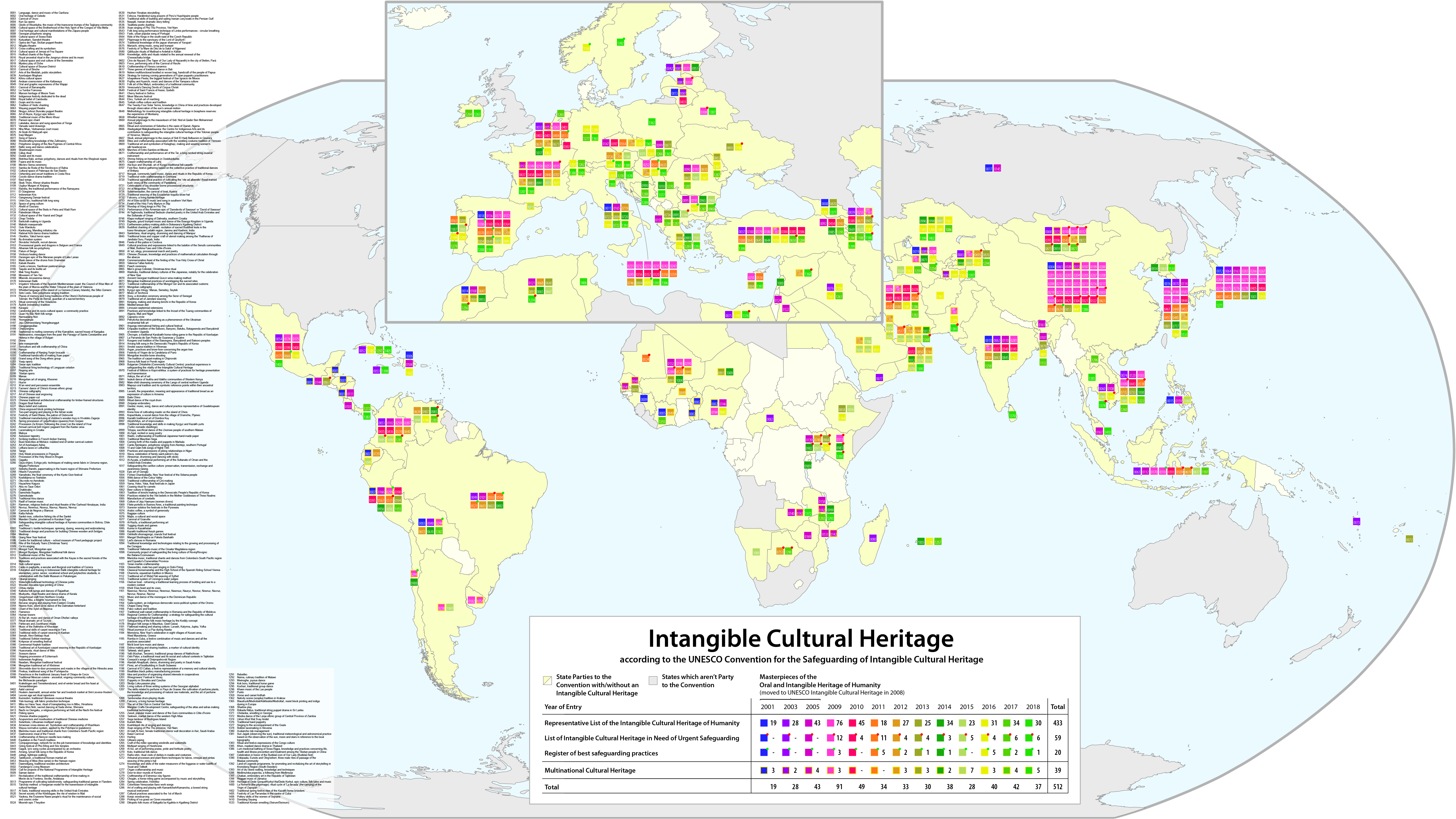

Список шедевров устного и нематериального культурного наследия человечества, также Список нематериального культурного наследия человечества (англ. Intangible Cultural Heritage List) ЮНЕСКО — список, составляемый в рамках программы ЮНЕСКО «Шедевры устного и нематериального культурного наследия», призван привлечь внимание к нематериальному культурному наследию.

## Список

### Австрия
Представительный список
- Соколиная охота — живое наследие человечества (2016)[2]
  - Совместно с Объединёнными Арабскими Эмиратами, Бельгией, Чехией, Словакией, Францией, Германией, Венгрией, Италией, Казахстаном, Южной Кореей, Монголией, Марокко, Пакистаном, Португалией, Катаром, Саудовской Аравией, Испанией, Сирией
- Блаудрук/модротиск/кекфестес/модротлач, процесс набивки тканей и окрашивания индиго в Европе
  - Совместно с Чехией, Германией, Венгрией, Словакией

### Азербайджан
Представительный список
- Азербайджанский мугам (2008)
- Новруз (2009)
  - Совместно с Индией, Ираном, Кыргызстаном, Таджикистаном, Узбекистаном, Пакистаном, Турцией, Казахстаном
- Искусство азербайджанских ашугов (2009)[3][4][5]
- Традиционное искусство тканья азербайджанских ковров в Азербайджане (2010)
- Мастерство изготовления и искусство игры на таре (2012)
- Традиционное искусство изготовления и ношения женского шёлкового головного платка кялагаи и его символика (2014)
- Медное производство Лагича (2015)
- Культура приготовления и преломления хлебной лепёшки — лаваша, катырмы, жупки, юфки (2016)
  - Совместно с Ираном, Казахстаном, Кыргызстаном, Турцией
- Традиция приготовления и распространения долмы (2017)[6][7]
- Мастерство изготовления и искусство игры на кеманче (2017)
  - Совместно с Ираном
- Наследие деда Коркуда/Коркыта ата/деде Коркута — эпос, народные предания и музыка (2018)
  - Совместно с Казахстаном и Турцией
- Праздник граната[8] (2020)
- Искусство миниатюры[9] (2020)
  - Совместно с Ираном, Турцией и Узбекистаном
- Традиция пересказа анекдотов о Молле Насреддине (2022)
  - Совместно с Казахстаном, Киргизстаном, Таджикистаном, Турцией, Туркменистаном и Узбекистаном
- Шелководство и традиционное производство шёлка для ткачества (2022)
  - Совместно с Афганистаном, Ираном, Турцией, Таджикистаном, Туркменистаном и Узбекистаном
- Пехлеванство, традиционные игры «зорхана», борьба и виды спорта (2022)
- Культура чая: символ идентичности, гостеприимства и социального взаимодействия (2022)
  - Совместно с Турцией
- Мастерство изготовления и искусство игры на балабане и нее (2023)
  - Совместно с Турцией
- Искусство инкрустации перламутром (2023)
  - Совместно с Турцией
- Искусство иллюминации «тазхиб» (2023)
  - Совместно с Ираном, Таджикистаном, Турцией и Узбекистаном
- Ифтар и связанные с ним социально-культурные традиции (2023)
  - Совместно с Ираном, Турцией и Узбекистаном
- Искусство тандира и выпечка хлеба в Азербайджане (2024)

Список наследия, нуждающегося в срочной защите
- Човган, традиционная верховая игра на карабахских конях в Азербайджане (2013)
- Яллы (Кочари, Тензэрэ), коллективные традиционные танцы Нахичевана[10] (2018)

### Албания
Представительный список
- Албанское народное изополифоническое пение (2005, 2008)

### Алжир
Представительный список
- «Ахеллиль» берберов в регионе Гурара (2005, 2008) — пение, танцы, хоровая декламация
- Знания и навыки замерщиков воды в подземных оросительных каналах Туат и Тидикельт[11] (2018)

### Аргентина
Представительный список
- Танго (2009)
  - Совместно с Уругваем

### Армения
Представительный список
- Армянский музыкальный инструмент дудук и исполняемая на нём музыка (2005, 2008)[13]
- Армянские каменные кресты. Символика и мастерство создания хачкаров (2010)[14][15]
- Армянский эпос Давид Сасунский, средневековый армянский эпос, повествующий о борьбе богатырей из Сасуна (область исторической Армении, ныне на территории Турции) против арабского владычества. Сложился в VII—X (не позднее XIII) веках. Впервые эпос был записан в 1873 году исследователем народной словесности Гарегином Срвандзтянцем. В настоящее время имеется академическое издание пятидесяти вариантов эпоса, записанных в различных районах Армении (2012)[16]
- «Лаваш: изготовление традиционного хлеба, значение и культурные проявления в Армении» (2014)[17]
- Кочари — традиционный танец, который широко исполняется по всей Армении во время праздников, семейных торжеств и других праздничных мероприятий, характеризующий как танец, доступный для всех — независимо от возраста, пола или социального статуса, содействующий обеспечению непрерывности исторической, культурной и этнической памяти (2017)[18]
- Искусство армянского письма и его культурные проявления (2019)[19]
- Паломничество в монастырь Святого апостола Фаддея (2020)[20]
  - Совместно с Ираном
- Паломничество в монастырь Святого Степаноса (2020)
  - Совместно с Ираном
- Паломничество в монастырь Дзор Дзор (2020)
  - Совместно с Ираном

### Бангладеш
Представительный список
- Песни баулов — бродячих музыкантов (2005, 2008)
- Празднование Бенгальского Нового года (Pohela Baishakh) на Мангал Шобхаджарта (2016)

### Белиз
Представительный список
- Язык, танцы и музыка народа гарифуна (2001, 2008)
  - Совместно с Гватемалой, Гондурасом, Никарагуа

### Беларусь
Представительный список
- Будславский фест (2018) — торжество в честь Будславской иконы Божией Матери[21]
- Культура бортничества (2020)[22][23]
  - Совместно с Польшей
- Соломоплетение Беларуси: искусство, ремесло, умения[бел.] (2022)[24]
- Вытинанка (2024)[25]

Список объектов, нуждающихся в срочной защите
- Цари Коледы (2009) — традиционный народный праздник в деревне Семежево в Копыльском районе
- Юрьевский хоровод[бел.] (2019) — весенний обряд в деревне Погост в Житковичском районе[26][27]

### Бельгия
Представительный список
- Карнавал в городе Бенш (2003, 2008)
- Шествия в Бельгии и Франции с участием гигантских кукол (2005, 2008)
  - Совместно с Францией
- Шествие Святого Сердца в Брюгге (2009)
- Карнавал в городе Алст (2010)
- Соколиная охота — живое наследие человечества (2010, 2016[2])
  - Совместно с Саудовской Аравией, Австрией, ОАЭ, Испанией, Германией, Венгрией, Италией, Казахстаном, Францией, Монголией, Марокко, Катаром, Пакистаном, Португалией, Словакией, Сирией, Чехией, Южной Кореей
- Хаутем яармаркт, ежегодная зимняя ярмарка и скотный рынок в Синт-Ливенс-Хаутем (Восточная Фландрия) (2010)
- Кракелинген и Тоннекенсбранд, праздник хлеба и огня, отмечаемый в конце зимы в Герардсберген (2010)
- Конный промысел креветок в Остдюнкерке (2013)
- Культура пива (2016)

### Бенин
Представительный список
- «Геледе» — танцы и песнопения в масках (2001, 2008)
  - Совместно с Нигерией и Того

### Болгария
Представительный список
- «Бистрицкие бабушки» — ансамбль многоголосного пения, танцев и обрядов региона Шоплук (2005, 2008)
- Нестинарство, послание из прошлого. Праздник святых Константина и Елены в деревне Булгари (2009)

### Боливия
Представительный список
- Карнавал в городе Оруро (2001, 2008)
- Система космовидения племени кальявая в Андах (2003, 2008) — обряды, верования, целительство

Статья 18
- Охрана нематериального культурного наследия общин аймара в Боливии, Перу и Чили (2009)
  - Совместно с Перу и Чили

### Босния и Герцеговина
- Сбор дубровника на горе Озрен (2018)

### Бразилия
Представительный список
- Устное и графическое искусство племени важапи (2003, 2008)
- Празднество «Самба-де-Рода» в районе Реконкаву штата Баия (2005, 2008)
- Фреву (2012)
- Капоэйра (2014)

### Бутан
Представительный список
- Танец масок под барабаны в деревне Драмеце (2005, 2008)[28]

### Вануату
Представительный список
- Рисунки на песке народа вануату (2003, 2008)

### Венгрия
Представительный список
- Праздник Бусо в городе Мохач: карнавал в честь окончания зимы (2009)
- Соколиная охота — живое наследие человечества (2016)[2]
  - Совместно с Объединёнными Арабскими Эмиратами, Австрией, Бельгией, Чехией, Словакией, Францией, Германией, Италией, Казахстаном, Южной Кореей, Монголией, Марокко, Пакистаном, Португалией, Катаром, Саудовской Аравией, Испанией, Сирией
- Блаудрук/модротиск/кекфестес/модротлач, процесс набивки тканей и окрашивания индиго в Европе (2018)
  - Совместно с Австрией, Чехией, Германией, Словакией

### Вьетнам
Представительный список
- Вьетнамская придворная музыка «няняк» (2003, 2008)
- пространство культуры гонгов (2005, 2008) — игра на гонгах
- Народное пение «куанхо»[англ.] провинции Бакнинь (2009)
- Фестиваль Зёнга в храмах Фыдонг и Шок (2010)
- Пение соан[англ.] (2011)
- Поклонение королям-Хунгам в Футхо (2012)
- Искусство музыки донкайтайты[англ.] и пения в Южном Вьетнаме (2013)
- мелодии «ви» и «зам»[вьет.] Нгеана (2014)

Список объектов, нуждающихся в срочной защите
- Пение «качу» (2009)

### Гамбия
Представительный список
- «Канкуранг» — обряд инициации народности мандинка (2005, 2008)
  - Совместно с Сенегалом

### Гватемала
Представительный список
- Язык, танцы и музыка народа гарифуна (2001, 2008)
  - Совместно с Белизом, Гондурасом, Никарагуа
- Традиция театрализованного танца «Рабиналь-Ачи» (2005, 2008)

### Гвинея
Представительный список
- Культурное пространство соссо-бала (2001, 2008) — игра на священном ксилофоне

### Германия
Представительный список
- Соколиная охота — живое наследие человечества (2016)[2]
  - Совместно с Саудовской Аравией, ОАЭ, Австрией, Бельгией, Чехией, Словакией Францией, Венгрией, Италией, Казахстаном, Южной Кореей, Монголией, Марокко, Пакистаном, Португалией, Катаром, Саудовской Аравией, Испанией, Сирией
- Идея и практика достижения совместных интересов посредством объединения в кооперативы (2016)
- Блаудрук/модротиск/кекфестес/модротлач, процесс набивки тканей и окрашивания индиго в Европе (2018)
  - Совместно с Австрией, Чехией, Венгрией, Словакией

### Гондурас
Представительный список
- Язык, танцы и музыка народа гарифуна (2001, 2008)
  - Совместно с Белизом, Гватемалой, Никарагуа

### Греция
- Средиземноморская диета (2010)
  - Совместно с Испанией, Италией, Марокко
- Знания и умения, связанные с культивированием мастикового дерева на острове Хиос (2014)
- Искусство обработки мрамора на острове Тинос (2015)
- Момогери — празднование Нового года в восьми деревнях региона Козани в Западной Македонии (2016)
- Ребетика — стиль городской авторской песни, популярный в Греции в 1920—1930-е годы (2017)

### Грузия[29]
Представительный список
- Грузинское полифоническое пение (2008)
- Древний грузинский метод производства вина в квеври (2013)
- Живая культура трёх систем письменности грузинского алфавита (2016)
- Чидаоба, грузинская борьба (2018)

### Доминиканская Республика
Представительный список
- Культурное пространство Братства Святого духа де Конго де Вилья-Мелья (2001, 2008)
- Традиция танцевального театра «коколо» (2005, 2008)
- Музыка и танец меренге (2016)

### Египет
Представительный список
- Эпическая поэма «Ас-Сирах аль-Хилалийя» (2003, 2008)
- Тахтиб — танец с тростью (2016)
- Традиционный театр перчаточных кукол (2018)

### Замбия
Представительный список
- «Гуле-Вамкулу» (2005, 2008) — ритуальные танцы[малаялам] народности чева
  - Совместно с Малави и Мозамбиком
- Маскарад «Макиши» (2005, 2008) — обряд инициации у племен на западе Замбии

### Зимбабве
Представительный список
- Танец «Мбенде-Джерусарема» (2005)

### Индия
Представительный список
- Санскритский театр «Кутияттам» (2001, 2008)
- Традиция ведийских песнопений (2003, 2008)
- «Рамлила» — традиционное исполнение на темы эпоса «Рамаяна» (2005, 2008)
- Навруз (2009)
  - Совместно с Азербайджаном, Ираном, Киргизией, Таджикистаном, Узбекистаном, Пакистаном, Турцией
- Рамман. Религиозный праздник и ритуальное театрализованное представление в Гархвале в Гималаях (2009)
- Танец Чхау (2010)
- Народные песни и танцы кальбелия, Раджастхан (2010)
- Мудийетту, ритуально-драматический танцевальный театр Кералы (2010)
- Йога (2016)[2]

### Индонезия
Представительный список
- Кукольный театр «Ваянг» (2003, 2008)
- Индонезийский крис (2005, 2008) — искусство изготовления и применения священного кинжала
- Индонезийский батик (2009)
- Индонезийский музыкальный инструмент ангклунг (2010)

Статья 18
- Обучение и практика по нематериальному культурному наследию индонезийского батика для учащихся начальных, средних, старших, профессиональных и политехнических школ, в сотрудничестве с музеем батика в Пекалонгане (2009)

### Иордания
Представительный список
- Культурное пространство бедуинов в регионах Петры и Вади Рам (2005, 2008)

### Иран
Представительный список
- Навруз (2009)
  - Совместно с Азербайджаном, Индией, Киргизией, Таджикистаном, Узбекистаном, Пакистаном, Турцией
- Иранская музыка «радиф» (2009)
- Музыка бахши из Хорасана (2010)
- Ритуалы пахлаван и зурхане (2010)
- Ритуальное театральное искусство тазийе (2010)
- Традиционное искусство ковроделия в Фарсе (2010)
- Традиционное искусство ковроделия в Кашане (2010)
- Культура приготовления и преломления хлебной лепёшки — лаваша, катырмы, жупки, юфки (2016)
  - Совместно с Азербайджаном, Казахстаном, Киргизией, Турцией
- Паломничество в монастырь святого апостола Фаддея (2020)[20]
  - Совместно с Арменией

### Ирак
Представительный список
- Иракский «макам» (2003, 2008)
- Праздник Хидр Элиас и выражение желаний (2016)[2]

### Испания
Представительный список
- Спектакль-мистерия в городе Эльче (2001, 2008)
- Фестиваль «Патум» в городе Берга (2005, 2008)
- Трибуналы водопользователей испанского средиземноморского побережья. Совет мудрецов равнины Мурси и Водный трибунал Валенсийской равнины (2009)
- Свистящий язык острова Гомера (Канарские острова), сильбо гомеро (2009)
- Песнь Сивиллы с Майорки (2010)
- Соколиная охота — живое наследие человечества (2010, 2016[2])
  - Совместно с Саудовской Аравией, Австрией, Бельгией, ОАЭ, Францией, Германией, Венгрией, Италией, Монголией, Марокко, Казахстаном, Катаром, Пакистаном, Португалией, Словакией, Сирией, Чехией, Южной Кореей
- Фламенко (2010)
- Пирамиды из людей (2010)
- Средиземноморская диета (2010)
  - Совместно с Италией, Грецией, Марокко
- Праздник «Фальяс» в Валенсии (2016)
- Тамборадас, ритуальная игра на барабанах (2018)

Статья 18
- Центр традиционной культуры — школьный музей педагогического проекта Пусол (2009)

### Италия
Представительный список
- Сицилийский театр кукол «Опера-деи-Пупи» (2001, 2008)
- Сельские песни Сардинии «Канто-а-Теноре» (2005, 2008)
- Средиземноморская диета (2010)
  - Совместно с Испанией, Грецией, Марокко
- Соколиная охота — живое наследие человечества (2016)[2]
  - Совместно с Объединёнными Арабскими Эмиратами, Австрией, Бельгией, Чехией, Словакией, Францией, Германией, Венгрией, Казахстаном, Южной Кореей, Монголией, Марокко, Пакистаном, Португалией, Катаром, Саудовской Аравией, Испанией, Сирией
- Альпинизм (2019)
  - Совместно с Францией, Швейцарией

### Йемен
Представительный список
- Песни города Сана (2003, 2008)

### Казахстан[30]
Представительный список
- Юрта (2014)
- Кюй (2014)
- Айтыс — искусство импровизации (2015)
- Курес (2016)[2]
- Соколиная охота — живое наследие человечества (2016)[2]
  - Совместно с Объединёнными Арабскими Эмиратами, Австрией, Бельгией, Чехией, Словакией, Францией, Германией, Венгрией, Италией, Южной Кореей, Монголией, Марокко, Пакистаном, Португалией, Катаром, Саудовской Аравией, Испанией, Сирией
- Культура приготовления и преломления хлебной лепёшки — лаваша, катырмы, жупки, юфки (2016)
  - Совместно с Азербайджаном, Ираном, Киргизией, Турцией
- Наурыз (2009)
  - Совместно с Азербайджаном, Ираном, Киргизией
- Казахские традиционные игры Асык (2017)
- Традиционные весенние праздничные обряды казахских коневодов (2018)
- Наследие деда Коркуда/Коркыта ата/деде Коркута — эпос, народные предания и музыка (2018)
  - Совместно с Азербайджаном и Турцией
- Традиционная интеллектуальная и стратегическая игра: тогызкумалак (тогуз коргоол, мангала/гёчюрме) (2020)[31]
  - Совместно с Кыргызстаном и Турцией

### Камбоджа
Представительный список
- Королевский балет Камбоджи (2003, 2008)
- Кхмерский театр теней «Сбектхом» (2005, 2008)
- Театр масок лакхон холь общины Ват Свай Андет (2018)

### Катар
Представительный список
- Соколиная охота — живое наследие человечества (2010, 2016[2])
  - Совместно с Саудовской Аравией, Австрией, Бельгией, ОАЭ, Испанией, Францией, Германией, Венгрией, Италией, Казахстаном, Монголией, Марокко, Пакистаном, Португалией, Словакией, Сирией, Чехией, Южной Кореей

### Кения
Список объектов, нуждающихся в срочной защите
- Традиции и ритуалы, связанные с поселениями кайя, в священных лесах народности мижикенда (2009)
- Энкипаата, Эуното и Ольнгэшер — три обряда посвящения в мужчины в сообществе масаев (2018)

### Кипр
Представительный список
- Кружева «лефкара» или «лефкаритика» (2009)

### Кыргызстан
Представительный список
- Искусство акынов — киргизских сказителей эпосов (2003, 2008)
- Навруз (2009)
  - Совместно с Азербайджаном, Индией, Ираном, Таджикистаном, Узбекистаном, Пакистаном, Турцией
- Манас (2013) — кыргызский эпос
- Юрта (2014)
  - Совместно с Казахстаном
- Культура приготовления и преломления хлебной лепёшки — лаваша, катырмы, жупки, юфки (2016)
  - Совместно с Азербайджаном, Ираном, Казахстаном, Турцией

### Китай
Список объектов, нуждающихся в срочной защите
- Праздник Нового года у куангов (2009)
- Текстильное производство народности ли: прядение, окраска, ткачество и вышивание (2009)
- Традиции проектирования и строительства китайских арочных деревянных мостов (2009)
- Мэшрэп (2010)
- Технология создания водонепроницаемых перегородок в джонках (2010)
- Печать наборным шрифтом из дерева (2010)

Представительный список
- Опера «Куньцюй» (2001, 2008)
- Гуцинь и исполнение на нём музыки (2003, 2008)
- «Мукам» уйгуров Синьцзяна (2005, 2008)
- «Уртын-дуу» — традиционные длинные народные песнопения (2005, 2008)
  - Совместно с Монголией
- Китайская техника ксилографии (2009)
- Китайская каллиграфия (2009)
- Китайское искусство вырезания бумаги (2009)
- Навыки использования деревянных креплений в традиционной китайской архитектуре (2009)
- Танец корейских крестьян Китая (2009)
- Народный эпос «Гезар» (2009)
- «Великое пение» народности донг (2009)
- «Хуаэр» (2009) — песенная традиция
- Манас (2009) — киргизский эпос
- Монгольская техника пения «хоомей» (2009)
- «Наньинь» (2009) — музыкальное искусство
- Искусство «Ребконга» (2009)
- Шелководство и шелкопрядение в Китае (2009)
- Фестиваль лодок-драконов (2009)
- Ритуальное поклонение богине Мацзу (2009)
- Искусство китайской гравировки печатей (2009)
- Искусство изготовления парчи «юньцзинь» в Нанкине (2009)
- Традиционная техника обжига селадона в Лунцюане (2009)
- Традиционная техника изготовления бумаги «сюань» (2009)
- Тибетская опера (2009)
- Ансамбль духовых и ударных инструментов «Сиань» (2009)
- Народная опера «юэцзюй» (2009)
- Иглоукалывание и прижигание в традиционной китайской медицине (2010)
- Пекинская опера (2010)
- Театр теней (2011)
- Двадцать четыре цикла солнечной активности[англ.], представления о времени и обычаи, возникшие на основе наблюдений за годовым движением солнца (2016)
- Лечебные ванны лам-врачевателей по тибетской науке об исцелении Сова Ригпа: знания и практика, связанные с образом жизни, здоровьем, профилактикой и лечением заболеваний (2018)

### Колумбия
Представительный список
- Карнавал в городе Барранкилья (2003, 2008)
- Культурное пространство поселения Паленке-де-Сан-Басилио (2005, 2008)
- Карнавал «Негрос и Бланкос» (2009)
- Шествия Страстной недели в Попаяне (2009)
- Музыка на маримбе и традиционные песни с южной части тихоокеанского побережья Колумбии (2010)
- Нормативная система племени вайю, применяемая путчипууи (оратором) (2010)

### Коста-Рика
Представительный список
- Традиция разведения волов и использования запряжённых ими повозок в Коста-Рике (2005, 2008)

### Кот-д’Ивуар
Представительный список
- Гбофе поселения Афункаха — музыка изогнутых труб в общине тагбана (2001, 2008)

### Куба
Представительный список
- «Ла-Тумба-Франсеса» (2003, 2008) — танцы и песни под барабаны
- Кубинская румба: зажигательная смесь музыки, танца и всех связанных с этим традиций (2016)
- Фестиваль Паррандас в центральной части Кубы (2018)

### Кувейт
- Ас-саду — бедуинское ткачество (2020[32])
  - Совместно с ОАЭ, Саудовской Аравией

### Латвия
Представительный список
- Балтийские праздники песни и танца (2003, 2008)
  - Совместно с Литвой и Эстонией

Список объектов, нуждающихся в срочной защите
- Культурное пространство суйтов (2009) — традиции католической общины

### Люксембург
Представительный список
- Танцующая процессия Эхтернаха (2010)

### Литва
Представительный список
- Традиционная обработка крестов и её символика (2001, 2008)
- Балтийские праздники песни и танца (2003, 2008)
  - Совместно с Латвией и Эстонией
- Сутартинес, литовские многоголосые песни (2010)

### Мадагаскар
Представительный список
- Познания в обработке дерева народности зафиманири (2003, 2008)

### Малави
Представительный список
- «Гуле-Вамкулу» (2005, 2008) — ритуальные танцы народности чева
  - Совместно с Замбией и Мозамбиком
- Танец исцеления «Вимбуза» (2005, 2008)
- Танец радости — mwinoghe (мвиноге) (2018)

### Малайзия
Представительный список
- Театр «Мак йонг» (2005, 2008)
- Донданг саянг (2018)

### Мали
Представительный список
- Манденская хартия, провозглашённая в конституции Курукан-Фуга (2009)
- Традиция отмечать раз в семь лет ремонт крыши Камаблона, священного дома в Кангабе (2009)
- Культурное пространство праздников Яараль и Дегаль (2005, 2008)

Список объектов, нуждающихся в срочной защите
- Санке-мон — ритуал совместной рыбной ловли в Санке (2009)

### Марокко
Представительный список
- Культурное пространство площади Джамаа-эль-Фна (2001) — в городе Марракеш (2001, 2008)
- Муссем в городе Тан-Тан — ежегодный фестиваль кочевых народов Сахары[33]
- Соколиная охота — живое наследие человечества (2010, 2016[2])
  - Совместно с Саудовской Аравией, Австрией, Бельгией, ОАЭ, Испанией, Францией, Германией, Венгрией, Италией, Монголией, Казахстаном, Пакистаном, Португалией, Катаром, Словакией, Сирией, Чехией, Южной Кореей
- Средиземноморская диета (2010)
  - Совместно с Испанией, Италией, Грецией

### Мексика
Представительный список
- Места памяти и живых традиций народа отоми-шишимекас в Толимане: Пенья-де-Бернал, страж священной земли (2009)
- Ритуальная церемония «воладорес» (2009)
- Традиционный фестиваль поклонения умершим (2003, 2008)
- Парачикос на традиционном январском празднике в Чьяпа-де-Корсо (2010)
- Пирекуа, традиционная песня народа Пурепеча (2010)
- Традиционная мексиканская кухня — наследственная, существующая культура сообщества, парадигма Мичоакан (2010)
- Ромерия (паломничество): ритуальное шествие «La llevada» (ношение) с Пресвятой Девой Сапопанской (2018)

### Мозамбик
Представительный список
- Тимбила народности чопи (2005, 2008) — деревянные ксилофоны
- «Гуле-Вамкулу» (2005, 2008) — ритуальные танцы народности чева
  - Совместно с Замбией и Малави

### Молдова
- Традиционное настенное ковроткачество (2016, совместно с Румынией)[34]

### Монголия
Представительный список
- Народная музыка, исполняемая на моринхуре (2003, 2008)
- Протяжная песня — традиционные длинные народные песнопения (2005, 2008)
  - Совместно с Китаем
- Традиционная монгольская юрта и связанные с ней обряды (2013)

Список объектов, нуждающихся в срочной защите
- Монгольский народный танец «биелгэ» (2009)
- Монгольский эпос «тууль» (2009)
- Традиционная игра на флейте цуур (2009)
- Соколиная охота — живое наследие человечества (2010, 2016[2])
  - Совместно с Саудовской Аравией, Австрией, Бельгией, ОАЭ, Испанией, Францией, Германией, Венгрией, Италией, Марокко, Казахстаном, Пакистаном, Португалией, Катаром, Словакией, Сирией, Чехией, Южной Кореей
- Традиционное монгольское певческое искусство хоомей (2010)
- Надом, традиционный монгольский праздник (2010)
- Монгольская каллиграфия (2013)

### Нигерия
Представительный список
- Маска «Ижеле» (2009)
- Система гадания «Ифа» (2005, 2008)
- «Геледе» — танцы и песнопения в масках (2001, 2008)
  - Совместно с Бенином и Того

### Никарагуа
Представительный список
- «Эль-Гуэгуэнсе» (2005, 2008) — сатирическое музыкально-драматическое представление
- Язык, танцы и музыка народа гарифуна (2001, 2008)
  - Совместно с Белизом, Гватемалой, Гондурасом

### Объединённые Арабские Эмираты
- Соколиная охота — живое наследие человечества (2010, 2016[2])
  - Совместно с Саудовской Аравией, Австрией, Бельгией, Германией, Венгрией, Испанией, Италией, Казахстаном, Францией, Монголией, Марокко, Пакистаном, Катаром, Португалией, Словакией, Сирией, Чехией, Южной Кореей
- Ас-саду — бедуинское ткачество (2011[35])
  - Совместно с Кувейтом, Саудовской Аравией

### Оман
Представительный список
- Музыка и танцы аль-бара жителей долин Дофар
- Скачки на лошадях и верблюдах Арда (2018)

### Пакистан
Представительный список
- Навруз (2009)
  - Совместно с Азербайджаном, Индией, Ираном, Киргизией, Таджикистаном, Узбекистаном, Турцией
- Соколиная охота — живое наследие человечества (2016)[2]
  - Совместно с Объединёнными Арабскими Эмиратами, Австрией, Бельгией, Чехией, Словакией, Германией, Францией, Венгрией, Италией, Казахстаном, Южной Кореей, Монголией, Марокко, Португалией, Катаром, Саудовской Аравией, Испанией, Сирией
- Сури Жагек (наблюдение за солнцем), традиционная метеорологическая и астрономическая практика, основанная на наблюдении за расположением солнца, луны и звезд по отношению к местной топографии (2018)

### Палестина
Представительный список
- Палестинские «Хикайат» (2005, 2008) — устные рассказы-сказки

### Панама
- Ритуальные и праздничные проявления конголезской культуры (2018)

### Парагвай
- Практики и традиционные знания, связанные с напитком терере с травами pohã ñana (2020)[31]

### Перу
Статья 18
- Охрана нематериального культурного наследия общин аймара в Боливии, Перу и Чили (2009)
  - Совместно с Боливией и Чили

Представительный список
- Остров Такиле и искусство его ткачей (2001, 2008)
- Устное творчество и культурные традиции народности сапара (2001, 2008)
  - Совместно с Эквадором
- Уаконада, ритуальный танец в деревне Мито[исп.] (2010)
- Танец ножниц (2010)

### Польша
Представительный список
- Традиционная краковская шопка (рождественский вертеп) (2018)
- Культура бортничества (2020)
  - Совместно с Беларусью

### Португалия
Представительный список
- Фаду (2011) — традиционная музыка лирического и меланхолического склада
- Соколиная охота — живое наследие человечества (2016)[2]
  - Совместно с Объединёнными Арабскими Эмиратами, Австрией, Бельгией, Чехией, Словакией, Францией, Германией, Венгрией, Италией, Казахстаном, Южной Кореей, Монголией, Марокко, Пакистаном, Катаром, Саудовской Аравией, Испанией, Сирией
- Технология изготовления чёрных гончарных изделий в Бизальяйнш (2016)

### Россия
Представительный список
- Культурное пространство и устное творчество семейских (2001, 2008) — староверы Забайкалья
- Якутский героический эпос «Олонхо» (2005, 2008)

### Румыния
Представительный список
- Дойна — музыкальная форма (2009)
- Ритуал «Кэлуш» (2005, 2008)
- Фечореск — «танец парней» (англ. lad’s dances) (2015)

### Саудовская Аравия
- Соколиная охота — живое наследие человечества (2010, 2016[2])
  - Совместно с Объединёнными Арабскими Эмиратами, Австрией, Бельгией, Чехией, Словакией, Францией, Германией, Венгрией, Италией, Казахстаном, Южной Кореей, Монголией, Марокко, Пакистаном, Португалией, Катаром, Испанией, Сирией
- Аль-мизмар — танец с тростью под барабанную дробь (2016)[2]
- Ас-саду — бедуинское ткачество (2020[32])
  - Совместно с Кувейтом, ОАЭ

### Сербия
Представительный список:
- Крстна слава — праздник, посвящённый святому-покровителю семьи (2014)
- Коло — сербский народный танец (2017)
- Пение под аккомпанемент гусле (2018)

### Сенегал
Представительный список
- «Канкуранг» — обряд инициации народности мандинка (2005, 2008)
  - Совместно с Гамбией

### Сирия
- Соколиная охота — живое наследие человечества (2010, 2016[2])
  - Совместно с Саудовской Аравией, Австрией, Бельгией, ОАЭ, Испания, Францией, Германией, Венгрией, Италией, Казахстаном, Монголией, Марокко, Пакистаном, Португалией, Испанией, Катаром, Словакией, Чехией, Южной Кореей
- Театр теней (2018)

### Словакия
Представительный список
- Фуяра и её музыка — пастушья труба (2005, 2008)
- Соколиная охота — живое наследие человечества (2010)
  - Совместно с Саудовской Аравией, Бельгией, Австрией, ОАЭ, Испанией, Францией, Германией, Венгрией, Италией, Казахстаном, Монголией, Марокко, Пакистаном, Катаром, Сирией, Чехией, Южной Кореей
- Блаудрук/модротиск/кекфестес/модротлач, процесс набивки тканей и окрашивания индиго в Европе (2018)
  - Совместно с Австрией, Чехией, Германией, Венгрией

### Словения
- Плетение кружев на коклюшках (2018)

### Таджикистан
Представительный список
- Музыка «шашмаком» (2003, 2008)
- Навруз (2009)
  - Совместно с Азербайджаном, Индией, Ираном, Киргизией, Пакистаном, Турцией, Узбекистаном
- Искусство вышивания чакана в Республике Таджикистан (2018)

### Того
Представительный список
- «Геледе» — танцы и песнопения в масках (2001, 2008)
  - Совместно с Бенином и Нигерией

### Тонга
Представительный список
- «Лакалака» — танцы и речитативы (2003, 2008)

### Туркменистан
Представительный список
- Туркменский эпос Гёроглы (2015)[37]
- Новруз (2016)
  - Совместно с Азербайджаном, Афганистаном, Индией, Ираном, Ираком, Казахстаном, Кыргызстаном, Узбекистаном, Пакистаном, Таджикистаном и Турцией
- Обряд пения и танца Куштдепди (2017)[38]
- Туркменское национальное искусство ковроткачества (2019)[39]
- Туркменское национальное искусство изготовления дутара и игры на нём (2021)[40]
- Традиция пересказа анекдотов о Молле Эпенди (2022)
  - Совместно с Азербайджаном, Казахстаном, Кыргызстаном, Таджикистаном, Турцией и Узбекистаном
- Искусство туркменской вышивки (2022)
- Шелководство и традиционное производство шёлка для ткачества (2022)
  - Совместно с Азербайджаном, Афганистаном, Ираном, Турцией, Таджикистаном, и Узбекистаном
- Культура ахалтекинского коневодства и традиции украшения лошадей (2023)

### Турция
Представительный список
- Искусство сказителей — меддахов (2003, 2008)
- Церемония «Мевлеви-Сема» (2005, 2008) — танцы крутящихся дервишей
- Карагёз (2009) — театр теней
- Традиция (менестрельная) «аджиклик» (2009)
- Навруз (2009)
  - Совместно с Азербайджаном, Индией, Ираном, Киргизией, Таджикистаном, Узбекистаном, Пакистаном
- Кыркпынар, фестиваль обмазанных в масле борцов (2010)
- Сама, ритуал Алеви-Бекташи (2010)
- Традиционные встречи сохбет (2010)
- Культура и традиция приготовления кофе по-турецки (2013)
- Культура приготовления и преломления хлебной лепёшки — лаваша, катырмы, жупки, юфки (2016)
  - Совместно с Азербайджаном, Ираном, Казахстаном, Киргизией
- Наследие деда Коркуда/Коркыта ата/деде Коркута — эпос, народные предания и музыка (2018)
  - Совместно с Азербайджаном и Казахстаном

### Уганда
Представительный список
- Изготовления лубяных тканей в Уганде (2005, 2008)
- Танцы и музыкальное сопровождение на изогнутой лире мади (2016)

### Узбекистан
Представительный список
- Катта ашула (2009) — традиционное песнопение
- Навруз (2009, 2016)

Совместно с Азербайджаном, Индией, Ираном, Киргизией, Пакистаном, Таджикистаном, Турцией, Казахстаном, Афганистаном, Ираком.
- Культурное пространство Байсунского района (2001, 2008)
- Музыка Шашмакома. Совместно с Таджикистаном (2001, 2008)
- Аския — искусство острословия (2014)
- Плов: традиция и культура приготовления (2016)
- Практика Маргиланского центра ремесленничества по изготовлению атласа и адраса традиционным способом (2017)
- Хорезмский танец — «Лазги» (2019)
- Искусство миниатюры. Совместно с Ираном и Азербайджаном (2020)
- Искусство бахши. (2021)
- Наккошлик (2023; совместно с Азербайджаном, Таджикистаном, Турцией и Ираном)[41]

### Украина
Представительный список
- Петриковская роспись (2013)
- Казацкие песни Днепропетровской области (2016)
- Косовская керамика (2019), связанная с народностью гуцулов
- Орьнек (2021), национальный крымскотатарский орнамент
- Украинский борщ (2022)

### Уругвай
Представительный список
- Социо-культурное пространство Кандомбе: практика общинной жизни (2009)
- Танго (2009)
  - Совместно с Аргентиной

### Филиппины
Представительный список
- «Даранган» — эпос народности маранао с озера Ланао (2005, 2008)
- «Худхуд» — песнопения народности ифугао (2001, 2008)

### Финляндия
Представительный список
- Финская сауна (2020)[42]

### Франция
Список объектов, нуждающихся в срочной защите
- Cantu in paghjella: светская и литургическая форма корсиканская песенная традиция (2009)

Представительный список
- Ковроткачество в Обюссоне (2009)
- «Малойя» (2009) — сочетание музыки, песни и танца, характерных для острова Реюньон
- Традиционное письмо французских деревянных рам (2009)
- Шествия в Бельгии и Франции с участием гигантских кукол (2005, 2008)
  - Совместно с Бельгией
- Компаньонаж, сеть обучения и формирования личности в процессе работы (2010)
- Мастерство аленсонского кружева (2010)
- Соколиная охота — живое наследие человечества (2010, 2016[2])
  - Совместно с Саудовской Аравией, Австрией, Бельгией, ОАЭ, Испанией, Германией, Венгрией, Италией, Монголией, Марокко, Казахстаном, Пакистаном, Португалией, Катаром, Словакией, Сирией, Чехией, Южной Кореей
- Французская кухня (2010)
- Карнавал в Гранвиле (2016)
- Парфюмерное производства Граса (фр.): выращивание парфюмерных растений, знания и обработка природного сырья, искусство составления парфюмерных композиций (2018)
- Альпинизм (2019)
  - Совместно с Италией, Швейцарией

### Хорватия
Список объектов, нуждающихся в срочной защите
- Песнопение «ойканье» (2010)

Представительный список
- Ежегодный карнавал звонарей Каставского района (2009)
- Хорватские кружева (2009)
- Шествие «За Крижень» («Крестный ход») на острове Хвар (2009)
- Весеннее шествие Льелье/Кральице в Горняни (2009)
- Праздник Святого Власия, покровителя Дубровника (2009)
- Народный промысел деревянных игрушек в Хорватском Загорье (2009)
- Двухголосное пение и музыка на полуострове Истрия (2009)
- Искусство выпечки пряников в Северной Хорватии (2010)
- Синьска Алка, рыцарский турнир в Сине (2010)
- Меджимурска попевка, народные напевы Меджимурья (2018)
- Полифоническое пение «клапа» в Далмации (2012)
- Инструментально-вокальный жанр Бечарац — юмористические песенки, распространённые в Славонии (2011)
- «Немое» коло — «молчаливый» хороводный танец материковой Далмации (2011)

### Центральноафриканская Республика
Представительный список
- Многоголосное пение пигмеев ака Центральной Африки (2003, 2008)

### Чехия
Представительный список
- Рекрутские танцы «Словацко-Вербунк» (2005, 2008)
- Соколиная охота — живое наследие человечества (2010, 2016[2])
  - Совместно с Саудовской Аравией, Бельгией, Австрией, ОАЭ, Испанией, Францией, Германией, Венгрией, Италией, Казахстаном, Монголией, Марокко, Пакистаном, Катаром, Словакией, Сирией, Южной Кореей
- Масленичное хождение по домам и маски в районе Глинецко (Пардубицкий край) (2010)
- Блаудрук/модротиск/кекфестес/модротлач, процесс набивки тканей и окрашивания индиго в Европе (2018)
  - Совместно с Австрией, Германией, Венгрией, Словакией

### Чили
Статья 18
- Охрана нематериального культурного наследия общин аймара в Боливии, Перу и Чили (2009)
  - Совместно с Боливией и Перу

### Швейцария
- Fête des Vignerons
- Карнавал Фаснахт в Базеле
- Пасхальное шествие в Мендризио
- Альпинизм

### Шри-Ланка
- Рукада натья, традиционный кукольный театр в Шри-Ланке (2018)

### Эквадор
Представительный список
- Устное творчество и культурные традиции народности сапара (2001, 2008)
  - Совместно с Перу

### Эстония
Представительный список
- Леело сето — традиция многоголосного пения (2009)
- Балтийские праздники песни и танца (2003, 2008)
  - Совместно с Латвией и Литвой
- Культурное пространство острова Кихну (2003, 2008)

### Эфиопия
Представительный список
- Гада — демократическая социально-политическая система коренного народа оромо (2016)

### Южная Корея
Представительный список
- Чхоёнму (2009) — танец
- Кангансулэ (2009) — ритуал смены сезонов
- Чхильморидан Ёндынккут на острове Чеджу (2009) — шаманский ритуал
- Намсадан Нори (2009) — театр бродячих кукол
- Ёнсанджэ (2009)
- Фестиваль «Каннын Танодже» (2005, 2008)
- Песнопения «Пхансори» (2003, 2008)
- Королевский родовой ритуал в храме Чонмё и его музыка (2001, 2008)
- Тэмогджан, традиционная деревянная архитектура Кореи (2010)
- Соколиная охота — живое наследие человечества (2010, 2016[2])
  - Совместно с Саудовской Аравией, Австрией, Бельгией, ОАЭ, Испанией, Францией, Германией, Венгрией, Италией, Монголией, Марокко, Казахстаном, Катаром, Пакистаном, Португалией, Словакией, Сирией, Чехией
- Кагок, циклы лирических песен в сопровождении оркестра (2010)
- Коллективная культура Кореи по приготовлению кимчи (2013)[43]
- Культура хэнё («ныряльщиц») на острове Чеджудо (2016)

### Ямайка
Представительный список
- Наследие маронов Муртауна (2003, 2008)
- Музыка Реггей (2018)

### Япония
Представительный список
- Акиу-но Тауэ Одори (2009)
- Тяккирако (2009)
- Даймокутатэ (2009)
- Дайнъитидо Бугаку (2009)
- Гагаку (2009)
- Хаятинэ Кагура (2009)
- Хитати Фурюмоно (2009)
- Косикидзима-но Тосидон (2009)
- Одзия-тидзими, Этиго-дзёфу: техника изготовления ткани из рами в районе Уонума префектуры Ниигата (2009)
- Оку-ното но Аэнокото (2009)
- Сэкисю-Банси: изготовление бумаги в районе Ивами префектуры Симане (2009)
- Традиционный танец айнов (2009)
- Ямахоко, церемония на фестивале Гион в Киото (2009)
- Театр «Кабуки» (2005, 2008)
- Театр кукол «Нингё дзёрури бунраку» (2003, 2008)
- Театр «Но» (2001, 2008)
- Кумиодори, традиционный музыкальный театр танца на Окинаве (2010)
- Юки-цумуги, способ изготовления изделий из шёлка (2010)
- Японская кухня (2014)
- «Яма», «хоко», «ятай» — парады повозок (2016)